# Vilt kort
Vilt kort är en kortspelsterm. Ett vilt kort är ett kort som får ersätta vilket annat kort som helst och fungera precis som om det vore det andra kortet. Detta förekommer endast i några få kortspel. Jokern får ofta ta rollen som vilt kort. Vilda kort används oftast inom poker, men sällan i hold'emvarianter, då spelen oftast blir allt för slumpmässiga.
En annan benämning på vilda kort är att de är "flygande". Oftast väljer man det lägsta kortet till detta, till exempel i poker, där man kan använda flygande tvåor. Vilda eller flygande kort används oftast när yngre spelar för att ge större möjlighet till olika kortkombinationer eftersom satsningar och bluffar inte förekommer i så stor utsträckning, vilket gör att skicklighet inte är så viktigt.